# چه کسی از ویرجینیا وولف می‌ترسد؟
چه کسی از ویرجینیا وولف می‌ترسد؟ (انگلیسی: Who's Afraid of Virginia Woolf?) نام نمایش‌نامه‌ای از ادوارد آلبی نمایشنامه‌نویس آمریکایی است. این نمایش‌نامه داستان یک مهمانی شبانه را روایت می‌کند که در آن یک استاد دانشگاه میانسال با همسرش در حضور زن و شوهر جوانی دهن به دهن می‌شود و در جدال و جنگ بینشان، دروغ‌هایی که آن‌ها به هم گفته‌اند آشکار می‌شود.

## عنوان نمایشنامه
در عنوان این نمایشنامه، از اسم ویرجینیا وولف رمان نویس انگلیسی استفاده شده است، همچنین اشاره ای به ترانه "چه کسی از گرگ بزرگ بد می ترسد؟ " دارد. 